# Loxostege
Loxostege é um gênero de mariposa pertencente à família Crambidae.